# IC 3896A
IC 3896A — галактика типу SBcd () у сузір'ї Центавр.
Цей об'єкт міститься в оригінальній редакції індексного каталогу.